# 1758 en philosophie
Chronologie de la philosophie
- 1754
- 1755
- 1756
- 1757
- 1758
- 1759
- 1760
- 1761
- 1762

L’année 1758 a été marquée, en philosophie, par les événements suivants :

## Publications
- De l'esprit est un essai de Claude-Adrien Helvétius paru, sans nom d'auteur, le 27 juillet 1758. Les thèses matérialistes qu'il contient sont rapidement dénoncées par les milieux conservateurs. Le privilège d'édition est révoqué en 1759.

- Jean-Jacques Rousseau écrit : 
  - Lettres morales — Écrites entre 1757 et 1758, publication posthume en 1888[1];
  - Lettre sur la providence;
  - Lettre à D'Alembert sur les spectacles.

- Emanuel Swedenborg : 
  - Du Ciel (et de ses merveilles) et de l'Enfer, d'après ce qui a été entendu et vu (De Coelo et ejus Mirabilibus, et de INferno, ex Auditis et Visis, 1758). Trad. Le Boys des Guays, Fischbacher, 1899. Édition en français : Le Ciel, ses merveilles et l'Enfer, d'après ce qui a été vu et entendu, traduction de Le Boys des Guays revue et corrigée, prolégomènes et note sur la terminologie par L. Jean Français, R.S.F., 1960.
  - La nouvelle Jérusalem et sa doctrine céleste (De Nova Hierosolyma et ejus Doctrina Coelesti, Londres, 1758). Trad. J.-P. Moët : De la Nouvelle Jérusalem et de sa doctrine céleste, d'après ce qui a été entendu du ciel, Paris, Treuttel et Würstz, 1821. En ligne